# 남아라비아 연방

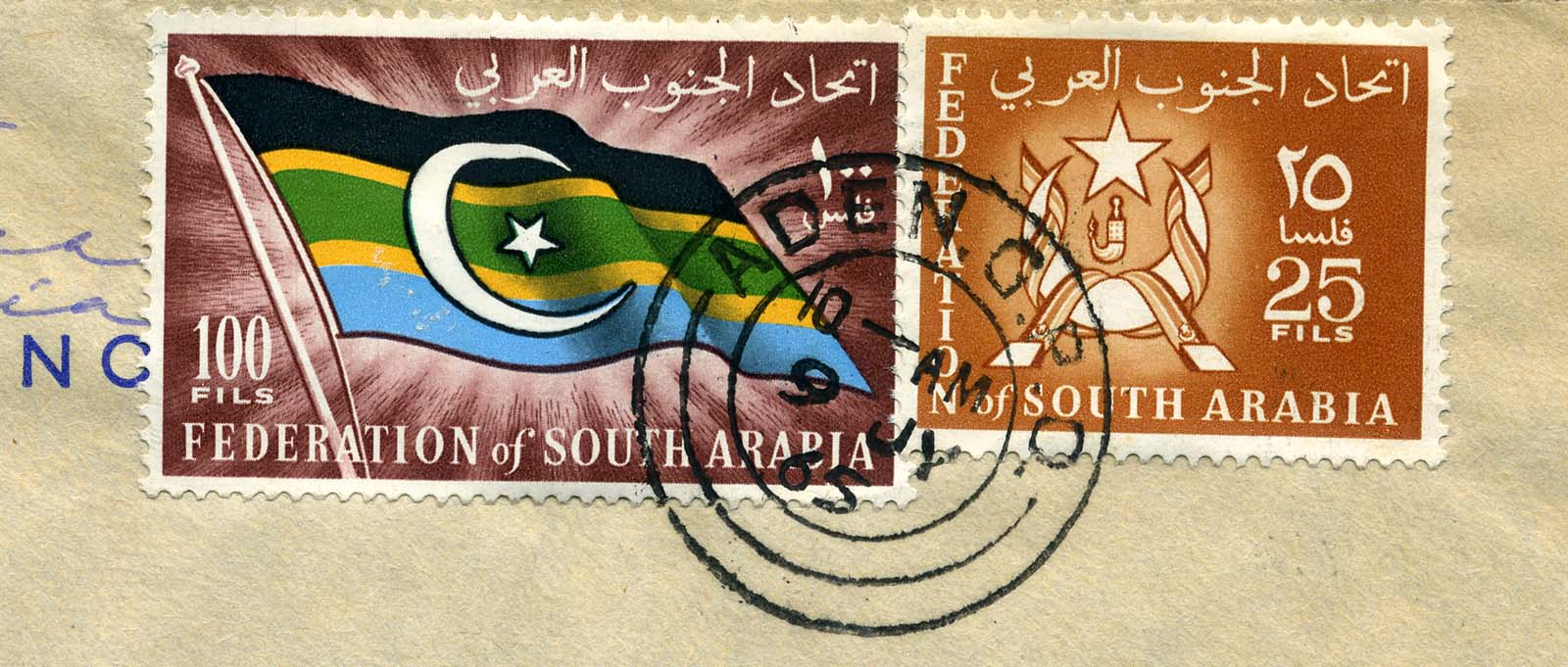
남아라비아 연방의 기와 문장이 그려져 있는 우표

남아라비아 연방(아랍어: اتحاد الجنوب العربي 이티나드 알자누브 알아라비[*])은 오늘날의 예멘 공화국 남부에 있던 대영제국의 보호령이자 토후국들의 연방체였다.
본래 대영제국이 아덴 보호령으로서 개입하던 지역으로, 1962년 4월 4일 남아라비아 토후국 연방에 속한 15개 소국이 모여 형성하였으며, 1963년 1월 영국 직할령이던 아덴 식민지, 1964년 6월 상아울라키 술탄국이 합류하여 총 17개 구성국으로 이루어졌다.
1966년 자메이카 킹스턴에서 개최된 코먼웰스 게임에 선수단을 파견하기도 했다. 1967년 11월 30일 남예멘 인민 공화국 수립 이후 남아라비아 보호령과 함께 공식 해체되었다.

## 구성국
- 아덴국
- 알라위 셰이크국
- 아크라비 셰이크국
- 아우달리 술탄국
- 바이한 토후국
- 다티나 세이크국
- 달라 토후국
- 파들리 술탄국
- 하우샤비 술탄국
- 라헤즈 술탄국
- 하아울라키 술탄국
- 하야파 술탄국
- 무플라히 셰이크국
- 샤이브 셰이크국
- 상아울라키 셰이크국
- 상아울라키 술탄국
- 와히디 술탄국